# Gérald de Palmas
Gérald de Palmas (Gérald Gardrinier; Saint-Denis-de-la-Réunion, 14 de octubre de 1967) es un cantante francés.

## Biografía
Hijo de padre bretón de profesión topógrafo y profesor de francés y de madre reunionesa, que fue profesora. Además tiene dos hijos dentro de su matrimonio, Victor (nacido en 1996) y Rose (nacida en 2003). Su familia se trasladó y se instaló en Aix-en-Provence y allí fue donde descubrió su pasión por la música y comenzó a tocar la guitarra, antes de pasar al bajo. Gracias al grupo que integró (el Max Valentins) conoce a Étienne Daho y es cuando decide ir a París para buscar su oportunidad, consigue tocar el bajo junto a él.
Sale de la sombra ganando una ayuda, presidida por Francis Cabrel, que le permite registrar su primer individual: "sobre la Carretera". Se lanza a su carrera artística y saca su primer álbum, "el Último año", del cual le garantiza la promoción efectuando cerca de 300 conciertos y lo cual el adquiere una Victoria exitosa dentro de la Música. Después de un álbum menos inspirado y registrado en 1997, Gérald vuelve de nuevo en el 2000 con "Ir sobre la Arena", realizado con Jean Jacques Goldman. Va de nuevo sobre las carreteras para una serie de más de 180 conciertos de los cuales se extrae un álbum. Después de haber tomado un poco de descansos y haber trabajado para otros cantantes, Gérald vuelve de nuevo a finales del 2004 con un nuevo álbum "un Hombre sin Raíces". Sin raíces, puede ser, Gérald de Palmas pasó a ser el hombre de un tubo y sin dejar de predecir su futuro radiante.
Lamentablemente Gérald ha tenido algunos problemas con uno de sus registros discográficos, ningún nuevo álbum hasta el momento ha sido publicado que se tenía proyectado para su promoción en 2008. Aunque si se ha confirmado, que el cantante promocionará su nuevo disco en los próximos meses de 2009. Después de cinco años, el cantante retorna nuevamente a la música ya que el 16 de noviembre de 2009 lanzó su nuevo álbum discográfico titulado "Sortir".

## Premios
- NRJ Music Awards (Premios de la cadena de radio NRJ en colaboración con la cadena de televisión TF1):
  - Meilleur artiste masculin francophone (Mejor artista masculino francófono 2003)
  - Meilleur álbum francophone (Mejor álbum francófono) (Marcher dans le sable) (2002)

## Duetos
Gérald De Palmas en uno de sus conciertos realizados en vivo, acompañó a Garou con el tema musical Sur La Route y a Francis Cabrel con el tema Lady d'Arbanville, ambos a dúo. En este último con el acompañamiento de su guitarra. También cantó y compartió los escenarios con la cantante canadiense Céline Dion.
En numerosas ocasiones,compartió escenarios con Johnny Hallyday,interpretando varios temas.

## Discografía
- la Dernière Année (1994)
- les Lois de la nature (1997)
- Marcher dans le sable (2000)
- Live 2002 (2002)
- Un homme sans racines (2004)
- Sortir (2009)